# Toru Aoyanagi
Toru Aoyanagi (Japans: 青柳 徹, Aoyanagi Tōru) (Kushiro, 12 april 1968) is een Japans voormalig langebaanschaatser. Vanaf de Winterspelen in Calgary (1988) nam hij deel aan vier opeenvolgende Spelen. Tegenwoordig werkt hij als schaatscoach.

## Persoonlijke records
| Afstand        | Tijd     | Datum      | Baan    | Wedstrijd    |
| -------------- | -------- | ---------- | ------- | ------------ |
| 500 meter      | 38,16    | 14-02-1997 | Nagano  | WK Allround  |
| 1500 meter     | 1.49,23  | 28-03-1998 | Calgary | WK Afstanden |
| 5000 meter     | 6.56,23  | 14-02-1997 | Nagano  | WK Allround  |
| 10.000 meter   | 14.21,22 | 16-02-1997 | Nagano  | WK Allround  |
| Grote vierkamp | 160.900  | 16-02-1997 | Nagano  | WK Allround  |

## Resultaten
| Jaar | WK Sprint          | WK Afstanden                 | WK Allround                               | Olympische Spelen              | WK Junioren                             |
| ---- | ------------------ | ---------------------------- | ----------------------------------------- | ------------------------------ | --------------------------------------- |
| 1985 |                    |                              |                                           |                                | 500m · 43e 1500m · 12e 3000m · 9e 5000m |
| 1986 |                    |                              |                                           |                                | 4e 500m 5e 1500m 5e 3000m 4e 5000m      |
| 1987 |                    |                              | 500m · 4e 1500m · 14e 5000m · DQ 10.000m  |                                |                                         |
| 1988 |                    |                              | 500m · 6e 1500m · 25e 5000m · 16e 10.000m | 5e 1500m 14e 5000m 24e 10.000m |                                         |
| 1989 | 20e 500m 16e 1000m |                              | 4e 500m 13e 1500m 19e 5000m 11e 10.000m   |                                |                                         |
| 1990 |                    |                              | 38e 500m 3e 1500m 13e 5000m 13e 10.000m   |                                |                                         |
| 1991 |                    |                              |                                           |                                |                                         |
| 1992 |                    |                              | 4e 500m 5e 1500m 20e 5000m 14e 10.000m    | 12e 1500m                      |                                         |
| 1993 |                    |                              |                                           |                                |                                         |
| 1994 |                    |                              |                                           | 15e 1500m 24e 5000m            |                                         |
| 1995 |                    |                              |                                           |                                |                                         |
| 1996 |                    | 7e 1500m 14e 5000m 7e 10000m | 12e 500m 9e 1500m 9e 5000m 8e 10.000m     |                                |                                         |
| 1997 |                    | 16e 1500m                    | 12e 500m 10e 1500m 13e 5000m 8e 10.000m   |                                |                                         |
| 1998 |                    | 15e 1500m                    |                                           | 8e 1500m                       |                                         |